# 暗所視

CIE 1951暗所視の標準分光視感効率関数。横軸は波長 (nm)を表す。

暗所視（あんしょし, 英: scotopic vision）とは、光量が小さい状況での視覚の状態のこと。色の感覚は生じず明るさ感覚のみが生じ、視界はモノクロームとなる。

## 明所視 / 暗所視 / 薄明視
ヒトの目の網膜には、光量の高いレベルで働く錐体細胞と、光量の低いレベルで働く高感度の桿体細胞という、2種類の視細胞がある。光量が充分にある状況では、錐体のみが働き、桿体は視覚に寄与しない。このような明るいレベルでの視覚の状態を明所視（めいしょし, 英: photopic vision）と呼び、桿体のみが働く暗いレベルでの視覚の状態を暗所視と呼ぶ。明所視と暗所視の中間の、錐体も桿体も働くような光量レベルでの視覚の状態は薄明視（はくめいし, 英: mesopic vision）と呼ぶ。

## 暗所視
錐体細胞は光量が小さい場合には機能しないことから、暗所での視覚は桿体細胞のみによって生じる。そのため、暗所では色覚は生じない。暗所視は、輝度が10-2から 10-6 cd/m2のあいだで生じる。
薄明視は、中間の明るさで生じる(輝度が10-2 から 1 cd/m2)もので、暗所視と明所視が組み合わさったものである。しかし薄明視では、視力や色弁別の能力は必ずしも正確ではない。
輝度が1 から 106 cd/m2程度の通常の光量下では、錐体細胞による視覚がメインであり、これは明所視とよばれる。この場合は、視力や色弁別は良好である。
科学的文献では、暗所照度(scotopic lux)という語が使われることもある。これは、明所照度(photopic lux)に対応するもので、照度を計算する際の視感度関数に、明所視感度関数ではなく暗所視感度関数を用いたものである。

## 周辺視
網膜の中心窩には色を識別する錐体が密集し、桿体はほとんどない。明暗を識別する桿体の密度が高いのは中心窩の周囲である。したがって、低光量下では、視野の中心からずれた視角の方が明暗に対する感度が高い桿体を利用することができ、ものが見えやすい現象がある。